# Altstadt (Stadtschwarzach)

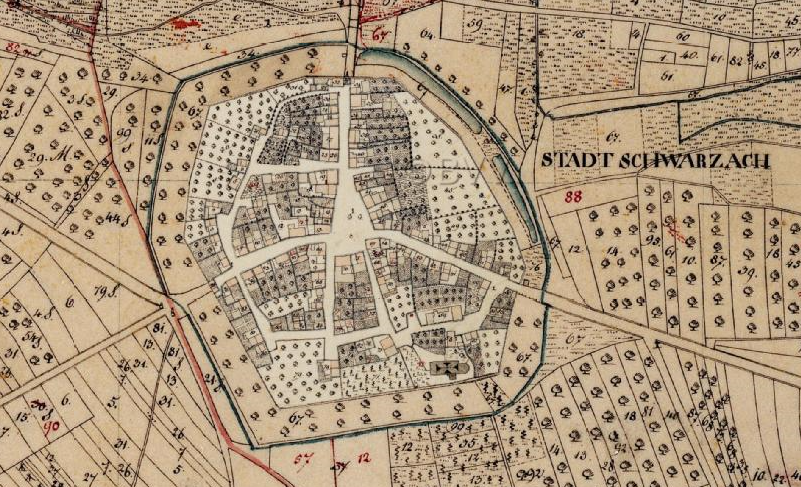
Die Stadtschwarzacher Altstadt auf dem bayerischen Urkataster

Die mittelalterliche Altstadt des unterfränkischen Stadtschwarzach ist ein historischer Siedlungskern der ehemaligen Stadt. Allerdings gab die Gemeinde Stadtschwarzach 1819 das Stadtrecht auf und ließ in der Folgezeit die meisten äußerlichen Kennzeichen städtischer Erscheinung wie Stadtmauern entfernen. Die ehemalige Altstadt ist als Bodendenkmal unter Schutz gestellt.

## Geografische Lage
Stadtschwarzach liegt im Zentrum der Schwarzacher Talweitung, die sich als breiter Schwemmkegel dreier kleinerer Bäche präsentiert. Die Altstadt selbst liegt östlich des Maines, die einzige Erhebung im Stadtgebiet wird noch heute von der Pfarrkirche Heiligkreuz eingenommen. Die Umgebung ist heute dicht besiedelt, insbesondere die Nähe zur Benediktinerabtei Münsterschwarzach mit ihrer mächtigen Klosterkirche ist charakteristisch für die ehemalige Stadt. Der Kontrast zwischen weitläufiger Klosteranlage und kleinräumiger Stadt prägte jahrhundertelang diesen Mainabschnitt. Heute umgeben Neubaugebiete des 20. Jahrhunderts die alte Stadt. 
Die Altstadt von Stadtschwarzach wurde als sogenannter „Rundling“ mit dem Marktplatz in ihrer geometrischen Mitte gestaltet, was auf eine geplante Errichtung schließen lässt. Das als Verwaltungszentrum erbaute Rathaus ist ebenfalls am Markt zu finden, wie die wichtigsten Gasthäuser und herrschaftliche Bauten. Die Pfarrkirche rückte an den südlichen Rand der Stadt, wo auch der Friedhof zu finden war. Das Bodendenkmal Altstadt Stadtschwarzach wird heute durch die aufgelassenen Gräben der Befestigung entlang der Ringstraßen Wiesenleite, Am See, Am Stadtgraben und Kolpingstraße begrenzt.

## Geschichte

### Etablierung als Planstadt
Lange Zeit ging man davon aus, dass Stadtschwarzach bereits der Standort eines Frauenklosters der Karolingerzeit war, das später an die Stelle des heutigen Münsterschwarzach verlegt wurde. Die neuere Literatur widerspricht dieser Annahme und beschreibt Stadtschwarzach als Planstadt der Stauferzeit. Der gleichmäßige, runde Grundriss der Siedlung ist dafür ebenso ein Hinweis wie der gerade Straßenverlauf innerhalb der Altstadt. Die Stadt entstand „auf der grünen Wiese“.
Weitere geografische Begebenheiten deuten auf die Errichtung einer Planstadt hin. Die Benennung des Ortes erfolgte nicht nach dem Castell- oder Silberbach, an dem Stadtschwarzach liegt. Stattdessen nannte sich der Ort nach dem in einiger Entfernung errichteten Kloster Münsterschwarzach. Daneben besaß Stadtschwarzach in Mittelalter und Früher Neuzeit mit seiner Gemarkung keinen Zugang zum wirtschaftswichtigen Main. Eventuell schnitt man das Gebiet der jungen Stadt aus den bereits bestehenden Gemarkungen heraus. Etwa 15 ha kamen von Hörblach, der Großteil, ca. 150 ha, war ehemals Teil Düllstadts.
Das benachbarte Kloster spielte für die Planstadt Stadtschwarzach allerdings eine große Rolle. Eventuell ging von der Mönchsniederlassung sogar die Initiative zur Gründung aus. Die neue Stadt, die 1228/1230 erstmals erwähnt wurde, nahm die Bediensteten des Klosters auf, die ursprünglich in der häufig von Hochwassern bedrohten Siedlung am Mannlehen westlich der Abtei siedelten. Die Abtei bestimmte über das Einsetzungsrecht der wichtigsten Ämter das gesellschaftliche Leben lange Zeit mit. 
Die Förderung Stadtschwarzachs durch die Abtei schlug sich auch in der Erteilung vieler Rechte nieder. Die junge Siedlung erhielt das Marktrecht, das Recht, eigene Münzen zu schlagen, und eine eigene Gerichtsbarkeit. Die Zent Stadtschwarzach umfasste viele Orte am nördlichen Maindreieck. Daneben durften die Bürger ihre Stadt mit einer Mauer umgeben. Ähnlich wie in anderen Fällen schuf sich die Abtei dadurch ein eigenes Wirtschafts- und Handelszentrum in unmittelbarer Nähe zum Kloster. Stadtschwarzach wurde über seine Pfarrei auch bald seelsorgerisches Zentrum.

### Zerstörungen und Wiederaufbau
Am Übergang zum Spätmittelalter geriet die Stadt in die Konflikte zwischen den Grafen zu Castell, dem Kloster Münsterschwarzach und seinen Oberherren, den Würzburger Fürstbischöfen. Nach mehreren kriegerischen Zerstörungen einigte man sich schließlich auf einen Kompromiss: Die drei Herren teilten sich die Herrschaft über die Stadt. Eine Pfarrkirche wurde 1326 erstmals erwähnt und stieg in der Mitte des 14. Jahrhunderts unabhängig von der älteren Klosterpfarrei zu einem eigenständigen Machtfaktor bis in den Steigerwald (Großbirkach) auf.

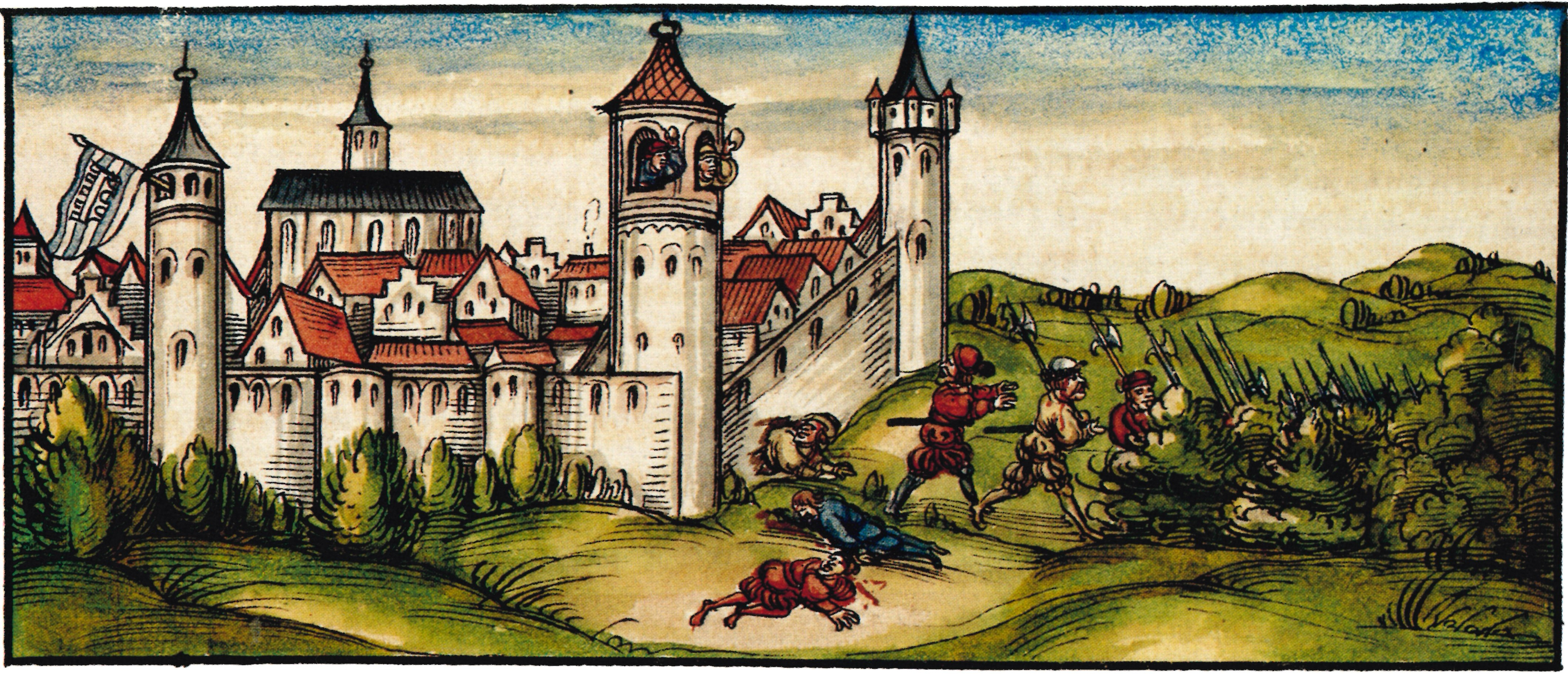
Eine idealisierte Darstellung Stadtschwarzachs in der Bischofschronik des Lorenz Fries

In den Jahren 1401 und 1409 wurde Stadtschwarzach von den Truppen des Heinrich Toppler von Rothenburg bzw. den Herren von Aufseß überfallen und teilweise niedergebrannt. Es ist nicht bekannt, welche stadtbildverändernden Auswirkungen diese Geschehnisse auf die Siedlung hatten. Trotz dieser kriegerischen Auseinandersetzungen gelang es den Stadtschwarzachern, ein neues Gotteshaus zu errichten, das am 3. Januar 1424 von Weihbischof Eberhard benediziert wurde. Am Chor der Kreuzkirche war allerdings erst 1475 zu bauen begonnen worden. Die Kirche war inzwischen zu einem Anlaufziel für Wallfahrer aufgestiegen.
1525 brach der Deutsche Bauernkrieg aus und die Stadtschwarzacher schlossen sich den Bauernhaufen an. Sie zündeten das Kloster Münsterschwarzach an, brannten auch das Schloss Stephansberg nieder und beteiligten sich bei der Belagerung der Festung Marienberg. Nach der Niederschlagung des Aufstandes wurden drei Rädelsführer auf dem Stadtschwarzacher Marktplatz hingerichtet. Nach diesen Ereignissen wollten die Mönche die verbliebenen Rechte an der Siedlung so schnell wie möglich loswerden und verkauften sie 1531 an den Würzburger Bischof. 
Im Jahr 1714 wurde das Rathaus der Stadt in seiner heutigen Form errichtet, vielleicht war sein Vorgänger im Dreißigjährigen Krieg zerstört worden. Auch im 18. Jahrhundert hatte Stadtschwarzach unter den vielen Kriegen zu leiden. 1758 musste man einem preußischen Corps Kontributionen leisten. 1792 lagen österreichische Truppen in Quartier. Der Mainübergang zwischen Schwarzenau und Stadtschwarzach, der inzwischen von einer Fähre bedient wurde, machte das Schwarzacher Becken zu einem Zentrum der Koalitionskriege in Franken.

### Verlust des Stadtrechts
Mit dem (zweiten) Übergang an Bayern 1814 wurde Stadtschwarzach endgültig Teil des Königreichs. Die Napoleonischen Kriege und die Säkularisation hatten bereits zu Beginn des 19. Jahrhunderts dazu geführt, dass das Kloster Münsterschwarzach aufgelöst wurde. Damit waren die jahrhundertealten Verbindungen zerstört, die die wirtschaftliche Grundlage für die Stadt gebildet hatten. 1816 waren die Bauern der Stadt zusätzlich von einer Missernte betroffen. Die Verantwortlichen, insbesondere der Magistrat der Stadt, entschieden schließlich 1818, auf die Vorrechte einer Stadt zu verzichten und fortan als Marktgemeinde zu firmieren.
Dabei wurden vor allem Verwaltungskosten eingespart. Die äußeren Zeichen einer Stadt, symbolisiert durch die Befestigung, waren bereits um 1791 verschwunden, als man die meisten Mauern einriss und den Graben einebnete. Im 19. Jahrhundert verschwand das Würzburger/Kitzinger Tor in Richtung des Maines. In der Folgezeit veränderte sich das Stadtbild umfassend, ohne auf die gewachsenen historischen Strukturen Rücksicht zu nehmen. Heute weist Stadtschwarzach kaum noch städtische Merkmale auf, besitzt allerdings durch die Gemeindegebietsreform wieder zentraleren Charakter für die Orte seines Umlandes.

## Straßen und Plätze
Die Stadtschwarzacher Altstadt wurde durch die drei Hauptstraßen gebildet, die von den jeweiligen Stadttoren auf den im Zentrum gelegenen Marktplatz stoßen und jeweils im Winkel von 120° von diesem Platz wegführen. Die Nebengassen sind dagegen konzentrisch um den Markt angeordnet, wobei sie einen Dreiviertelring bilden (im Nordosten existiert keine Ringstraße). Außerdem werden sie heute durch die entlang des ehemaligen Grabens verlaufenden Straßen ergänzt, die ebenfalls ringförmig um die Altstadt führen. Ursprünglich hatte die Stadt 96 Hausnummern, Straßennamen existierten nicht. Die heutigen Straßen der ehemaligen Altstadt haben folgende Namen:

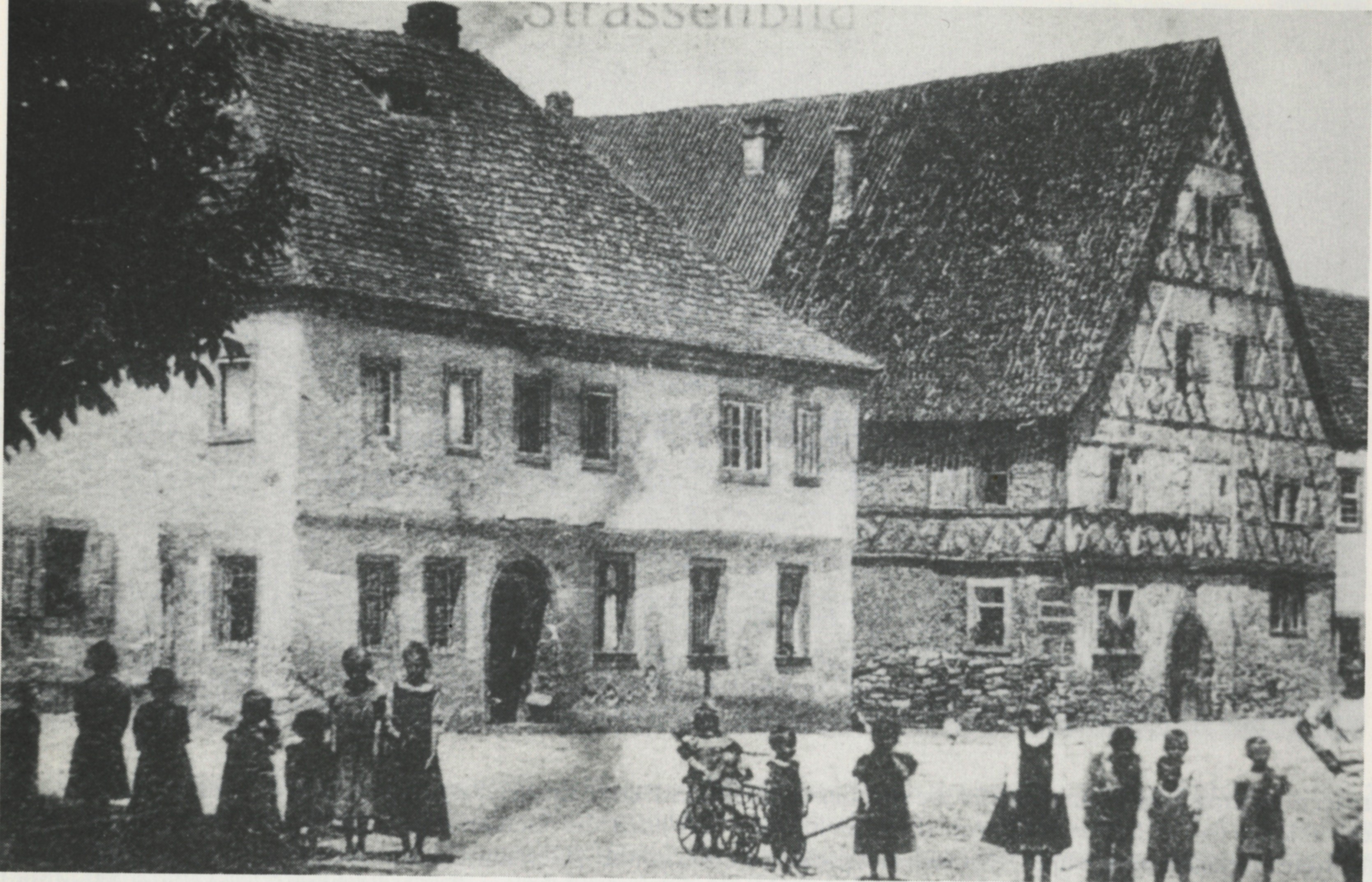
Engelwirtshaus und schwarzachische Zehntscheune um 1900

| - Bamberger Straße (Stichstraße, Südosten) - Häfnergasse - Kardinal-Döpfner-Straße (auch Saugasse) - Kirchgasse - Marktplatz |  | - Rosengasse - Schmiedsgasse - Schweinfurter Straße (Stichstraße, Norden) - Spielmannsgasse - Würzburger Straße (Stichstraße, Südwesten) |  |

Noch im 19. Jahrhundert war die Stadt in vier Viertel eingeteilt, die sich durch ihr Erscheinungsbild genauso unterschieden wie durch die Bevölkerungszusammensetzung. Das Nordostviertel war wesentlich dünner besiedelt. Hier waren die landwirtschaftlichen Betriebe angesiedelt, da mehr Fläche für Hausgärten und kleinere Äcker innerhalb der Stadtmauern vorhanden war. Über die anderen drei Viertel verteilten sich Kaufleute und Handwerker. Die heutigen Namen Schmiedsgasse und Häfnergasse geben darauf noch Hinweise.
Den Mittelpunkt der Siedlung bildete der langgezogene Straßenmarkt, der heutige Marktplatz. Hier war unter anderem das Rathaus als städtisches Repräsentationsgebäude angesiedelt. Mit dem sogenannten Engelwirtshaus stand hier außerdem ein wichtiger gesellschaftlicher Mittelpunkt. Die Verbindung zum langjährigen Grundherren, dem benachbarten Kloster, wurde durch eine stattliche Zehntscheune hergestellt. Die Kirche stand dagegen etwas abseits weiter im Süden auf dem höchsten Punkt der Ansiedlung.

## Historisches Erscheinungsbild

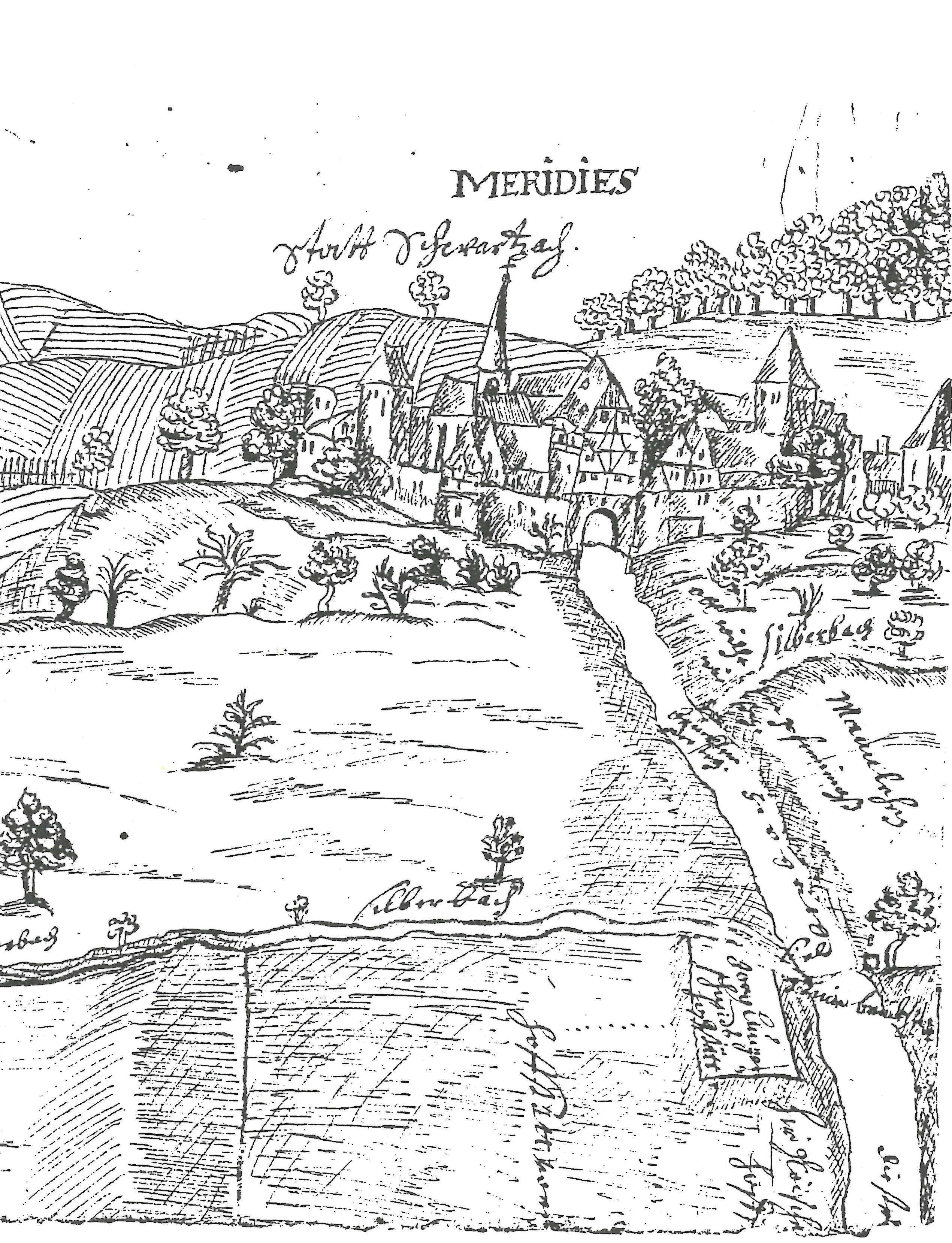
Darstellung von Stadtschwarzach um 1667 auf einer Gemarkungskarte

Anders als bei vielen anderen Städten entlang des Maindreiecks haben sich in Stadtschwarzach die Strukturen der Altstadt nicht mehr erhalten. Deshalb ist man auf historische Darstellungen angewiesen, die ein Bild von der Stadt vermitteln. Die Zeichnungen in der Bischofschronik des Lorenz Fries zeigen allerdings nicht Stadtschwarzach, sondern stellen eine idealisierte, spätmittelalterliche Stadt dar. Dagegen vermittelt eine grobe Handzeichnung auf einer Gemarkungskarte um 1667 ein realistischeres Bild.
Die Stadt war mit einer Steinmauer umgeben, von der sich noch heute Überreste entlang den äußeren Ringstraßen erhalten haben. Die letzte Mauer entstammte wohl dem 15. Jahrhundert und wurde aus Bruchsteinmauerwerk konstruiert. Der Mauer waren an mehreren Stellen kleine Halbtürme aufgesetzt, eventuell besaß man auch einige echte Türme. So ist auf dem Bild auf der ganz rechten Seite vielleicht der Gefängnisturm zu erkennen. Mittelpunkt des wirtschaftlichen Lebens waren die drei Torhäuser, die zugleich auch die einzigen Zugänge in die Stadt darstellten. Beim Bamberger und beim Würzburger/Kitzinger Tor handelte es sich um massive Steinbauten, während das Schweinfurter Tor teilweise auch mit Fachwerk gearbeitet war. Es schloss mit einem Krüppelwalmdach ab.

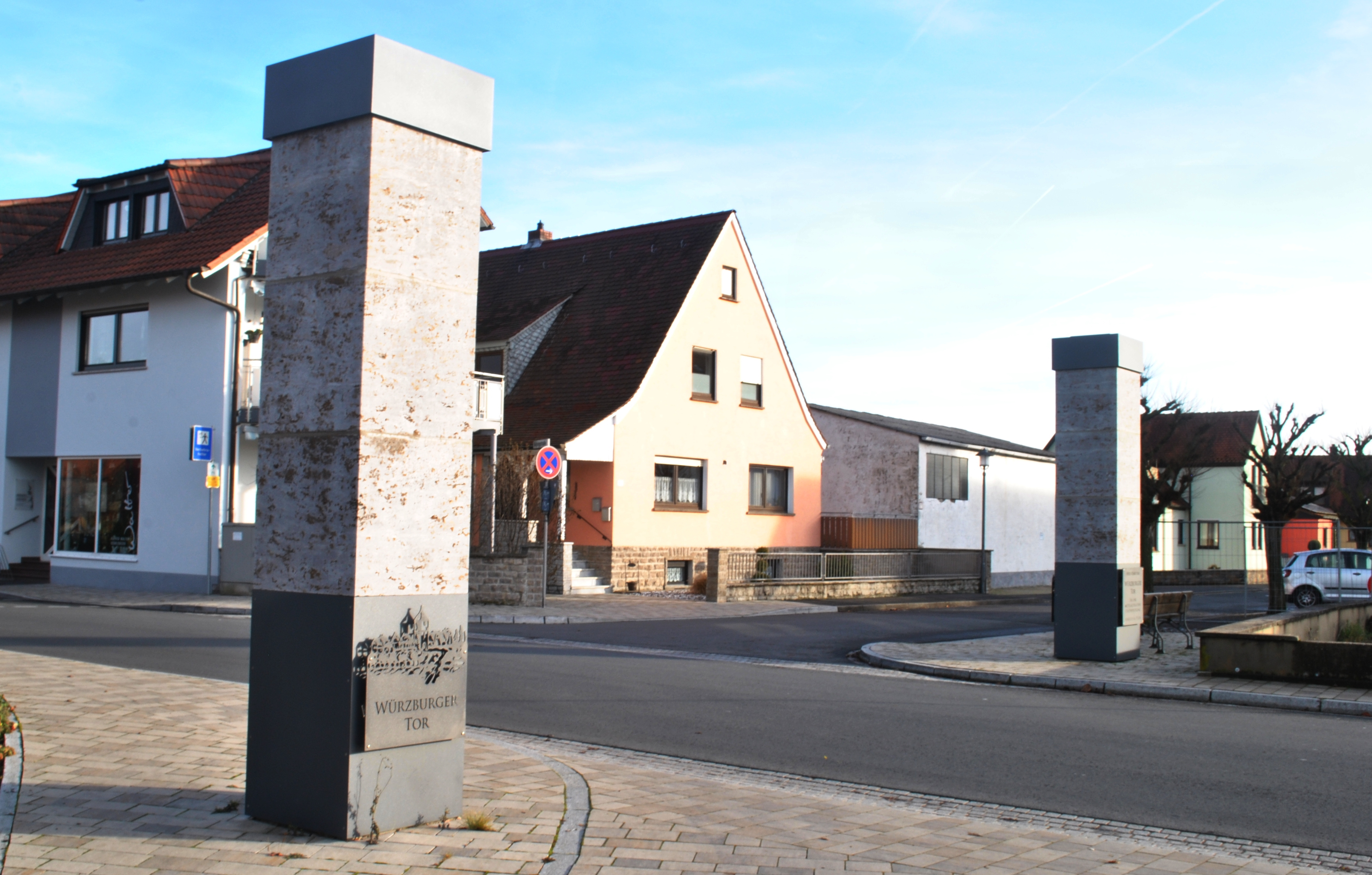
Zwei Säulen verweisen heute auf das ehemalige Würzburger/Kitzinger Tor

Das heutige Erscheinungsbild Stadtschwarzachs kommt fast ohne städtische Bauwerke aus. Nachdem in den letzten Jahrzehnten des 18. Jahrhunderts, noch vor dem Verlust der Stadtrechte, das Schweinfurter und das Bamberger Tor bereits verschwunden waren, dauerte es noch bis in die 1830er, um auch das Kitzinger Tor abreißen zu lassen. Heute erinnern zwei Säulen an den ehemaligen Standort dieses Tores. Unmittelbar südlich des Schweinfurter Tores schloss sich die Zehntscheune der Abtei Münsterschwarzach an (Schmiedsgasse 2), die ein weiteres, repräsentatives Gebäude im Stadtkern darstellt. Sie wurde mit zweigeschossigem, spitzem Satteldach 1516 errichtet, aber 1953 durch eine umfassende Umgestaltung stark überformt.
Zwei Gebäude erinnern aber noch heute an die städtische Vergangenheit. Das Rathaus am heutigen Marktplatz entstammt dem Jahr 1714. Es präsentiert sich als zweigeschossiger, traufständiger Walmdachbau. In Richtung Marktplatz wurde dem Bau ein kleiner Dachreiter aufgesetzt. Mehrere Wappen von Würzburger Fürstbischöfen verweisen auf die historischen Verbindungen der Stadt zu ihrem Herrschaftsbereich. An der Marktplatzseite sind die Überreste eines Halsprangers in das Gebäude als Spolie eingelassen. Vielleicht übernahm man ihn vom Vorgängerbau.
Die Heiligkreuzkirche ganz im Süden der Altstadt wurde 1326 erstmals erwähnt und war zunächst eng mit der Abtei Münsterschwarzach verbunden, da die Äbte auch das Patronatsrecht ausübten. Die heutige Kirche entstand im 15. Jahrhundert, wobei der eingezogene Chor als letztes Element 1475 fertiggestellt wurde. 1866 riss man das spätmittelalterliche Langhaus ein, um mehr Platz für die Gläubigen zu haben. Der charakteristische Echterturm mit dem Spitzhelm verschwand nach einem Blitzschlag 1940 und wurde durch den heutigen Pyramidenhelm ersetzt. → siehe auch: Heiligkreuzkirche (Stadtschwarzach)